# Ruger Blackhawk
El revólver de acción simple Ruger Blackhawk carga seis disparos y es fabricado por Sturm, Ruger & Co. Se produce diferentes variantes, calibres y longitudes de cañón.

## Historia
A principios de la década de 1950, los westerns eran populares en el cine y la televisión pero Colt ya había descontinuado para entonces el icónico Single Action Army antes de la Segunda Guerra Mundial, por lo que había pocos revólveres de acción simple disponibles para satisfacer la demanda del creciente mercado de revólveres estilo vaquero. En 1953, la entonces nueva firma Sturm, Ruger & Company presentó el Single-Six, un revólver de acción simple con percusión anular en calibre .22 LR. El Single-Six demostró ser un muy popular, lo que llevó a Ruger a desarrollar y comercializar un revólver de fuego central similar al Single Action Army: el Ruger Blackhawk. El Ruger Blackhawk lleva el nombre del automóvil Stutz Blackhawk.
Ruger presentó el Blackhawk en 1955 en calibre .357 Magnum. De diseño simple y fuerte, se vendió bien. 
En 1956, mientras Smith & Wesson presentaba el nuevo S&W Modelo 29 para ser recamarado en el nuevo .44 Magnum, Ruger desarrolló rápidamente una variante del Blackhawk en el nuevo cartucho, logrando una gran popularidad con esta arma de fuego en un nuevo cartucho muy esperado, que era más barato y más disponible que el revólver Smith & Wesson Modelo 29. 
Según la leyenda popular, Ruger pudo utilizar un revólver Magnum .44 casi al mismo tiempo que Smith & Wesson debido a que un empleado de Ruger encontró casquillos de cartuchos Magnum .44 gastados en un depósito de chatarra y dedujo que Smith & Wesson estaba a punto de lanzar un revólver Magnum .44.
Los Ruger Blackhawk fabricados entre 1955 y 1962 se conocen hoy como modelos "Flattop", porque sus miras traseras ajustables no estaban protegidas por "orejas" que se extendían desde el marco, como luego se convirtió en estándar. 
Desde 1962 hasta 1972, Ruger fabricó el Blackhawk de tres tornillos en varios calibres, llamado así por el número de tornillos visibles en el costado del revólver.
Los Flattop y los Ruger de tres tornillos se modernizaron en comparación con el Colt Single Action Army, ya que tenían miras ajustables en lugar de las miras fijas del Colt y usaban resortes helicoidales de alambre en lugar de los resortes planos del Colt. Bill Ruger eligió resortes helicoidales debido a su mayor durabilidad y dijo que resolvió una de las principales debilidades del diseño de Colt.
Los primeros modelos todavía funcionaban de la misma manera que el Colt, en el sentido de que el martillo estaba medio amartillado para cargar y descargar y que no era seguro transportar el arma de fuego con las seis recámaras cargadas debido a que el martillo descansaba sobre la sexta recámara.
En 1973, para eliminar los accidentes que se producían por el golpe accidental del martillo contra una bala cargada en la sexta recámara, Ruger presentó el nuevo modelo Blackhawk que no permitía que martillo estuviera medio amartillado para cargar y descargar, y empleaba un mecanismo de barra de transferencia que impedía también que el cartucho debajo del martillo se disparara sin apretar el gatillo. Se consideró que el Nuevo Blackhawk limitaría los accidentes con armas de fuego y la responsabilidad legal que estas situaciones acarrean. 
Luego, Ruger comenzó a ofrecer un programa de modernización, ofreciendo conversiones gratuitas de barras de transferencia a variantes anteriores del Blackhawk.
Es importante señalar que el Super Blackhawk es capaz de operar con cargas manuales de presión mucho más altas que las municiones de fábrica para el .44 Magnum. Las cargas producidas en fábrica, como las cargas JSP de Federal Champion de 240 gr, rondan los 800 pies-libras de energía del hocico. Cargas superiores a 1200 Los cargadores manuales suelen producir energía de boca en pies-libras para este calibre y el Super Blackhawk puede, de hecho, manejar cargas más potentes que cualquier rifle de acción de palanca Magnum .44 y balas sustancialmente más potentes que cualquier revólver Magnum .44 de doble acción. Buffalo Bore realiza una carga pesada que supera los 1500 pies-libras de energía del hocico.
Con estos niveles de presión, los Ruger Super Blackhawk son una de las mejores opciones para la caza con arma corta siendo capaces de derribar de forma fiable ciervos, alces, caribúes, alces, leones, osos pardos o pardos e incluso búfalos del Cabo.
Se utiliza comúnmente para asestar un golpe de gracia a animales de caza mayores heridos de muerte, y tiene la capacidad de despachar incluso a un elefante con un disparo a corta distancia en la cabeza concienzudamente. 
La amplia disponibilidad de casquillos y balas de .44 Magnum hace que la recámara de .44 Magnum sea mucho más práctica que la de .454 Casull o la de .480 Ruger, al tiempo que permite una balística similar en cargas personalizadas.
La Ruger Super Blackhawk en .44 Magnum es una de los revólveres de gran calibre más precisas para tiro al blanco, y generalmente devuelve 5 grupos de disparos que están a un agujero irregular de un resto a 25 yardas. Por lo general, se trabaja en la acción de estos revólveres para dar un tirón ligero y nítido, contribuyendo así a la precisión.

## Varios modelos

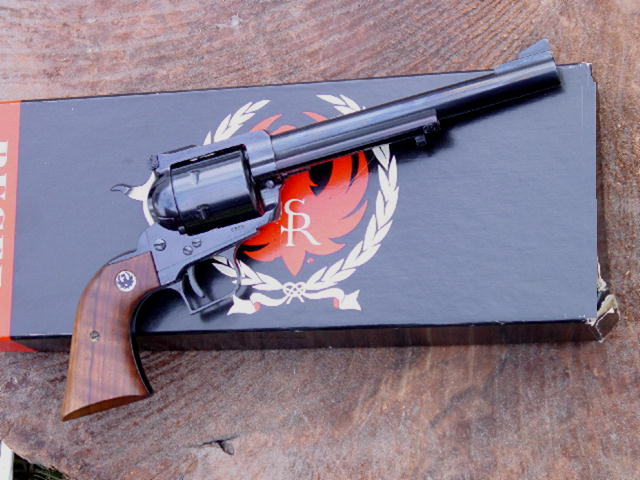
Ruger Super Blackhawk - Modelo Antiguo.

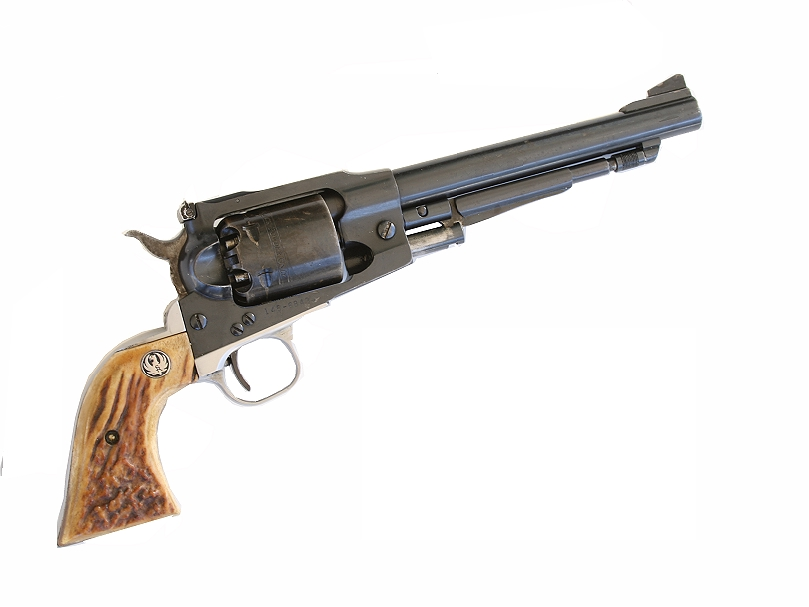
El Ruger Old Army es un revólver de percusión calibre 45 basado en la acción Ruger Blackhawk.

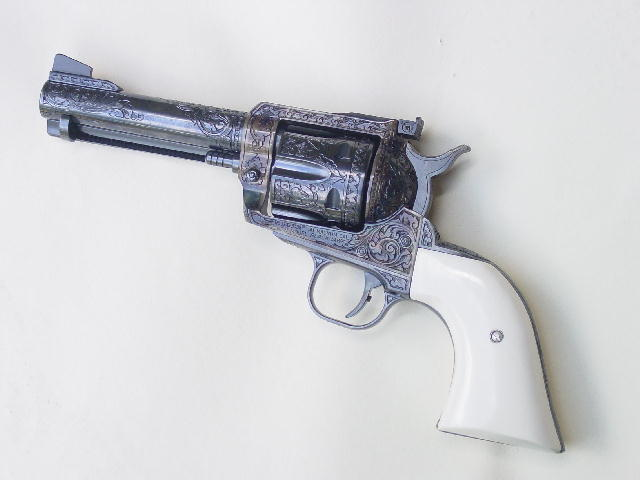
EL Blackhawk es un revolver popular para trabajos personalizados. Éste es un esfuerzo cooperativo de los miembros del American Pistolsmith's Guild.

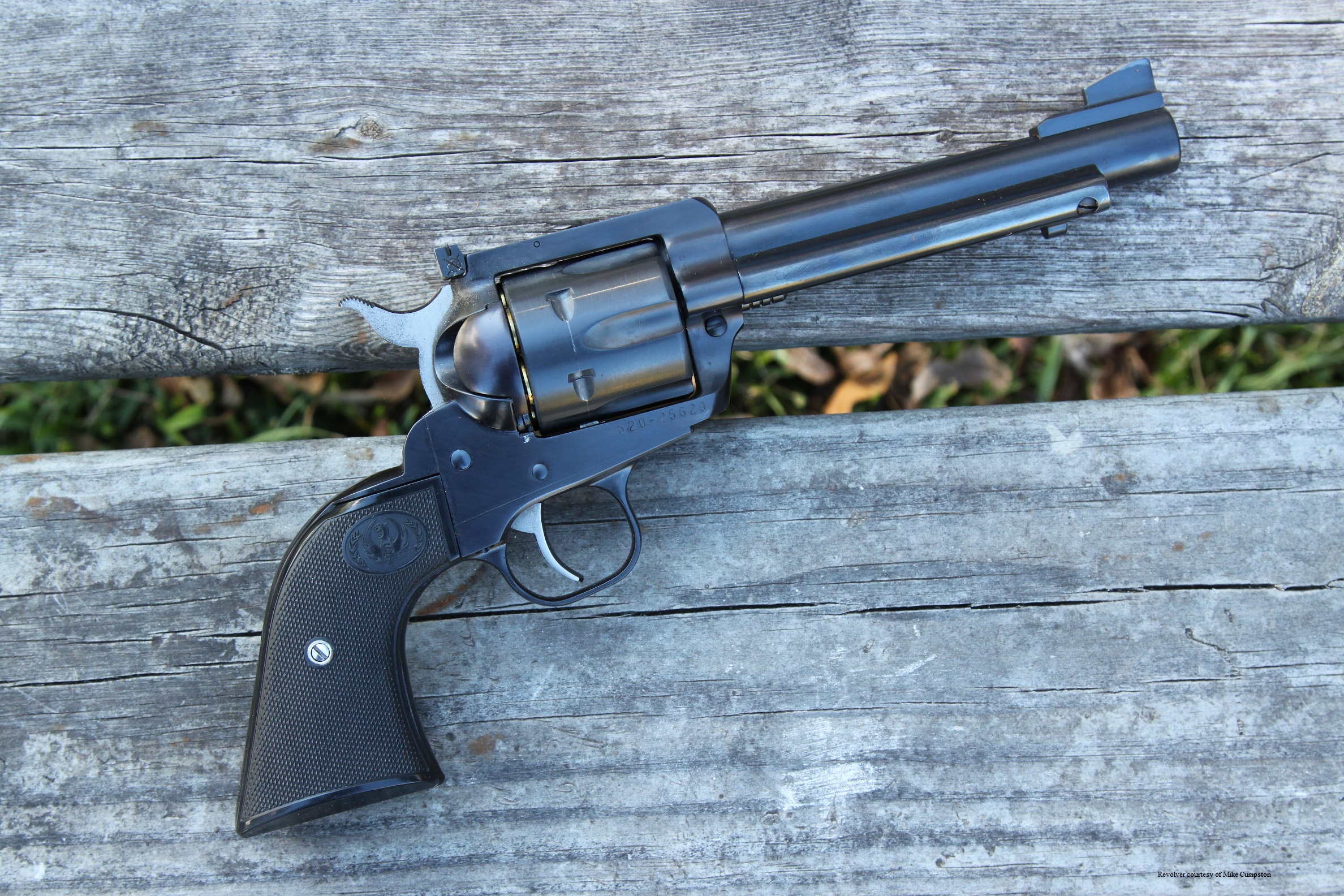
Variante del Ruger Blackhawk de construida totalmente de acero y una serie de características que incluyen un marco de tamaño .357 y una micro mira de acero. Hay una variación de agarre Bisley y una selección de calibres: .44 Special en la foto.

A lo largo de los años, el Blackhawk se ha comericalizado en una amplia variedad de modelos, que incluyen:
- Nuevo modelo Blackhawk: En acero pavonado y en calibres .30 Carbine, .357 Magnum, .41 Remington Magnum, .44 Special y .45 Colt; también producido en acero inoxidable en .327 Federal Magnum con un cilindro de 8 balas, .357 Magnum y .45 Colt, ofreciéndose en múltiples longitudes de cañón.
- Nuevo modelo Blackhawk Convertible: El cilindro  se retira fácilmente y se puede reemplazar con un cilindro para un cartucho diferente del mismo calibre. Ruger ha ofrecido revólveres "convertibles" en .45 Colt / .45 ACP, .38-40 / 10 mm Auto y .357 Magnum / 9 × 19 mm Parabellum.
- Nuevo Modelo Super Blackhawk: Producido en pavonado e inoxidable, con o sin nervadura para montaje de visor. El Super Blackhawk está construido sobre el mismo marco, pero con una empuñadura más grande (en los cañones de 7,5" y 10,5") y un cilindro sin estrías (excepto en el cañón de 5,5"), para poder lidiar de manera más efectiva con el retroceso del .44 Magnum. Además, los marcos de agarre están hechos de acero, a diferencia del aluminio para esos mismos componentes en el Blackhawk. Las carcasas de las varillas eyectoras eran originalmente de acero en los modelos antiguos de Super Blackhawks. Las versiones del nuevo modelo de acero inoxidable tienen carcasas de varilla eyectora de acero.
- Vaquero y Nuevo Vaquero: Con la popularidad del Cowboy Action Shooting surgió la demanda por un revólver de acción simple que tuviera una apariencia más tradicional. Debido a que el Ruger Blackhawk estándar se aleja del aspecto Single Action Army debido a sus miras ajustables, Ruger ofreció un equivalente con mira fija para satisfacer la demanda de los compradores que buscaban una apariencia más tradicional. En todos los demás aspectos, el Vaquero era idéntico al Blackhawk, aunque se ofrecía en un número ligeramente menor de variantes. El Vaquero original se ofreció en .357 Magnum, .44 Magnum y .45 Colt. Después de un tiempo, Ruger optó por un armazón más pequeño para parecerse más al tamaño real del Colt SAA, cambió el nombre a New Vaquero y eliminó el poderoso .44 Magnum de la alineación. Aunque mantuvo el tamaño más pequeño, Ruger volvió más tarde al nombre simple de Vaquero.

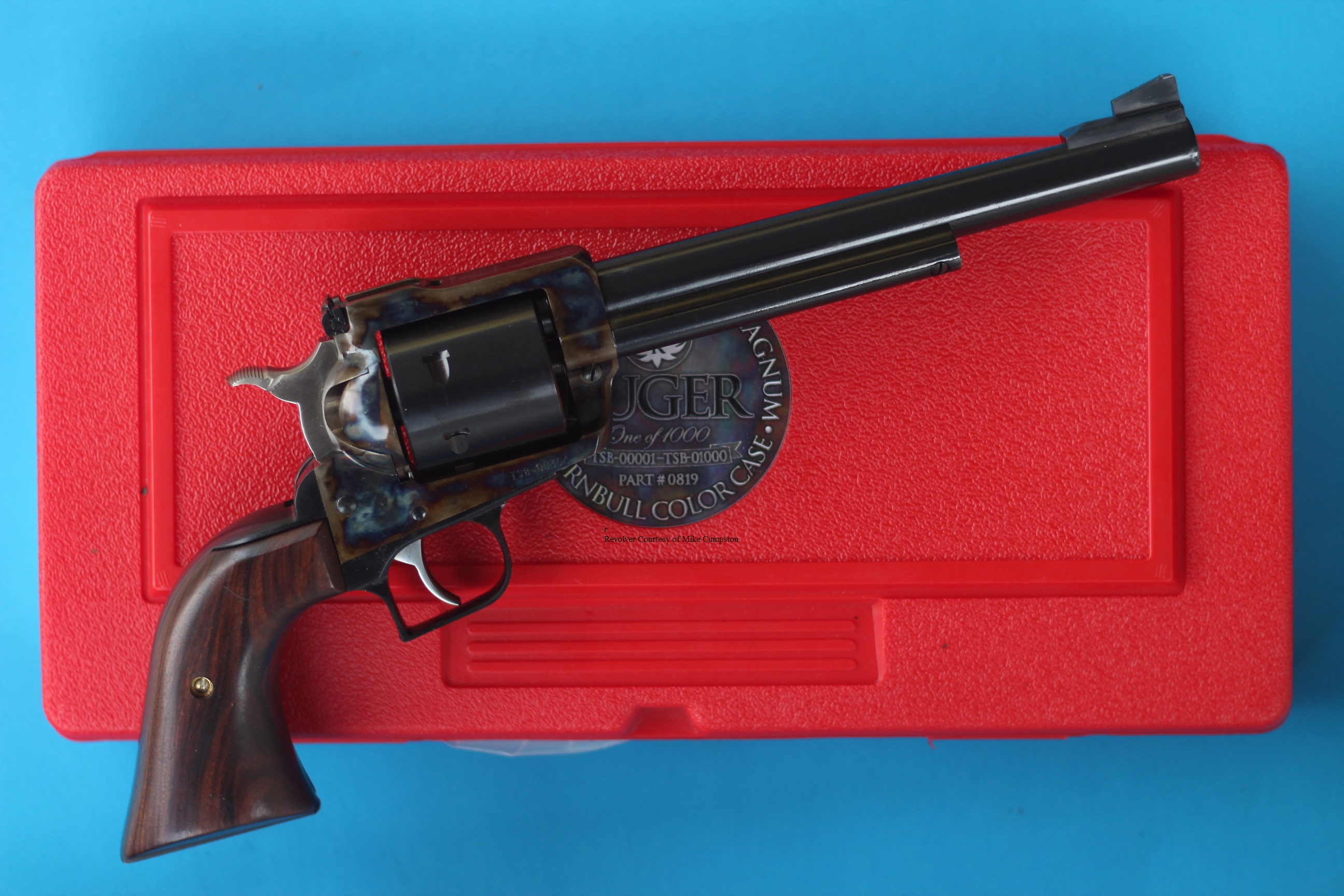
Una edición limitada de 1,000 unidades de TALO Distributions con marco endurecido Turnbull Restorations.

- Bisley: La empuñadura Bisley es un tipo de empuñadura en ángulo desarrollada por Colt para tiro al blanco a finales del siglo XIX. Las ofertas "Bisley" de Ruger incorporaban una empuñadura estilo Bisley, un martillo y un gatillo. Una edición limitada de 1,000 unidades de TALO Distributions con marco endurecido Turnbull Restorations. El Bisley presenta una empuñadura hacia abajo inspirada en la antigua empuñadura militar de acción simple número 5 creada para Elmer Keith por el armero Harold Croft en 1929, aunque es de mayor tamaño. Este, a su vez, se inspiró en el clásico revólver Colt Bisley de 1894, llamado así por el famoso campo de tiro inglés de Bisley, que fue sede de muchos combates de tiro notables a finales del siglo XIX y que todavía se utiliza con regularidad. La Ruger Bisley se ha convertido en una plataforma popular para la conversión a calibres aún mayores por parte de armeros personalizados como Gary Reeder, John Linebaugh y Hamilton Bowen.[10][11][12]
- Old Army : El Old Army es un revólver de pólvora negra de percusión (" cap and ball ") basado en el armazón del Blackhawk.

### calibres
- Carabina .30
- .32 H&R Magnum / .32-20 Winchester Convertible (distribuidor único, descontinuado)
- .327 Magnum federal
- 9 × 19 mm Parabellum / .357 Magnum Convertible
- .357 Mágnum
- .357 Remington Máximo (descontinuado)
- 10 mm Auto / .38-40 Winchester Convertible (distribuidor único, descontinuado)
- Automático de 10 mm / Convertible .40 S&W (descontinuado)
- .41 Magnum
- .44 Especial
- .44 mágnum
- .44-40 Winchester
- .44 Magnum / .44-40 Winchester Convertible (distribuidor único, descontinuado)
- .45 ACP / .45 Colt Convertible
- .45 potro
- .454 Casull (exclusivo del distribuidor Super Blackhawk)
- .480 Ruger (exclusivo del distribuidor Super Blackhawk)